# Joseph Kutter
Joseph Kutter (Luxembourg, 1894. december 12. — Luxembourg, 1941. január 12.) luxemburgi expresszionista festő.

## Életútja és munkássága
Édesapja fényképész volt, szülővárosában nőtt fel és a Luxemburgi Iparművészeti iskolában tanult. Akadémiai képzőművészeti tanulmányokat Strasbourgban, Münchenben folytatott, s 1924-ig Németországban élt és alkotott, itt kötött házasságot is 1919-ben. Nagy hatással volt rá Paul Cezanne művészete, a szecesszió és az expresszionizmus. 1915-ben néhány hónapig egy üvegfestő művésznél dolgozott Kölnben. 1924-ben visszatért szülővárosába, igazán gazdag és értékes alkotásai ekkor születtek, festői stílusa teljességgel az expresszionizmus felé fordult. Mind figurális, mind tájképeinek motívumaiba teljesen belehelyezte saját lelki világát, erős szubjektivizmus, ugyanakkor stílusbeli fegyelmezettség és kifejezőkészség jellemezte.
Csoportokhoz, irányzatokhoz kifejezetten nem csatlakozott, mégis 1927-ben néhány más művésszel alakított egy kis művészeti kört Luxembourgban, s rendeztek egy közös kiállítást, hazájukban azonban nem volt különösebb sikerük. Belgiumban, Franciaországban elismerték Kutter érdemeit, 1930-ban részt vett a "Salon d'autommne" kiállításán Párizsban. 1933-ban az ő festményeit is „degeneráltnak” minősítették Németországban a nácik, de Joseph Kutter nem zavartatta magát, továbbra is kiállította munkáit Párizsban, Brüsszelben, Antwerpenben, szülővárosában pedig nem nyilvános kiállításokat rendezett. Az 1937-es párizsi világkiállítás alkalmából felkérték, hogy fessen két luxemburgi tájképet, ő e felkérésnek eleget is tett. (Lásd alább Luxembourg és Clervaux című képeit.)
Híressé vált a Levágott ujjú férfi című képe (Musée national d'art moderne, 1930), e festmény tragikus tárgyától függetlenül szép festészeti alkotás, amely megindítja a nézőt tudatos és szilárd kompozíciójával, a geometriai formák erejével, koloritjának telt és meleg akkordjaival. 1932-ben megfestette egy híres luxembourgi kerékpárversenyző, Nicolas Frantz portréját, Nicolas Frantz 1927-ben és 1928-ban a Tour de France első helyezettje volt, a későbbiekben is szép sportkarriert futott be. Híres Clown-sorozata is, 1936-1938 közt alkotta, e képsorozaton egy nem diagnosztizálható betegségének szenvedéseit tárja fel. 1941-ben hunyt el az ismeretlen betegségben, végső ok az agyvérzés volt.

## Emlékezete
A második világháború után folyamatosan számos retrospektív kiállítást rendeztek tiszteletére Luxembourg, Amszterdam, Párizs, Leverkusen, Trier, s Berlin jeles képtáraiban.

## Képek (válogatás)

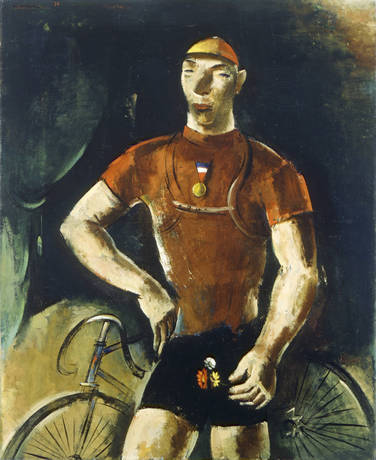
A bajnok (Nicolas Frantz, 1932)
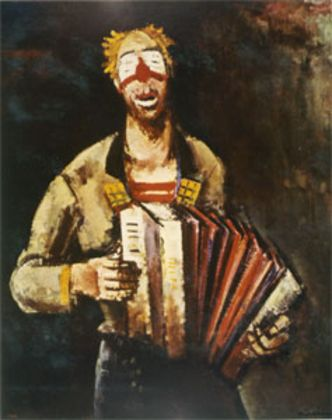
Bohóc harmonikával (1936)
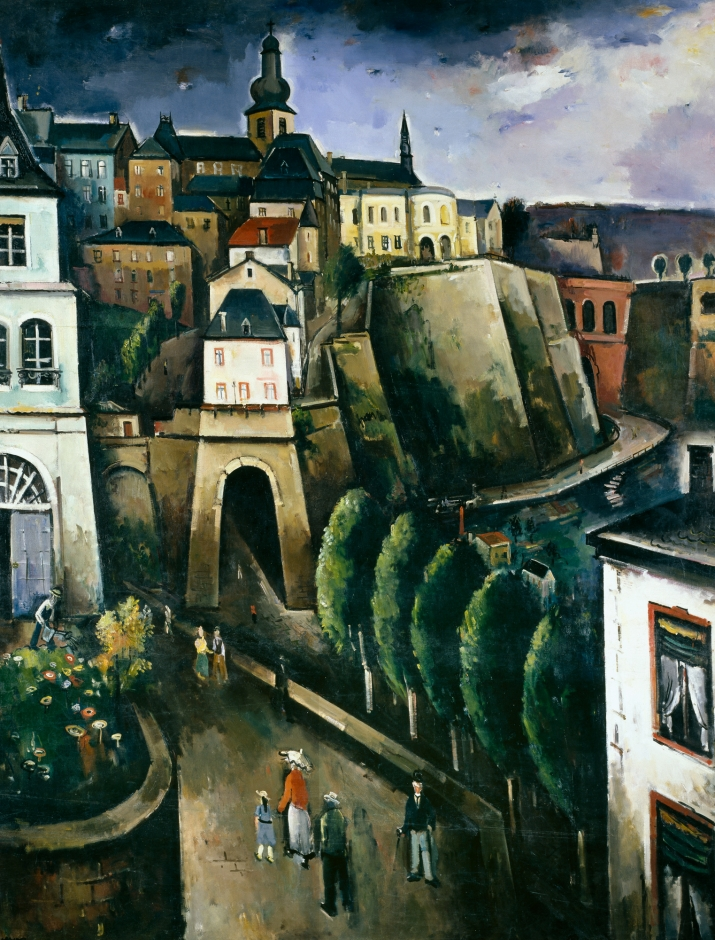
Luxembourg (1937)
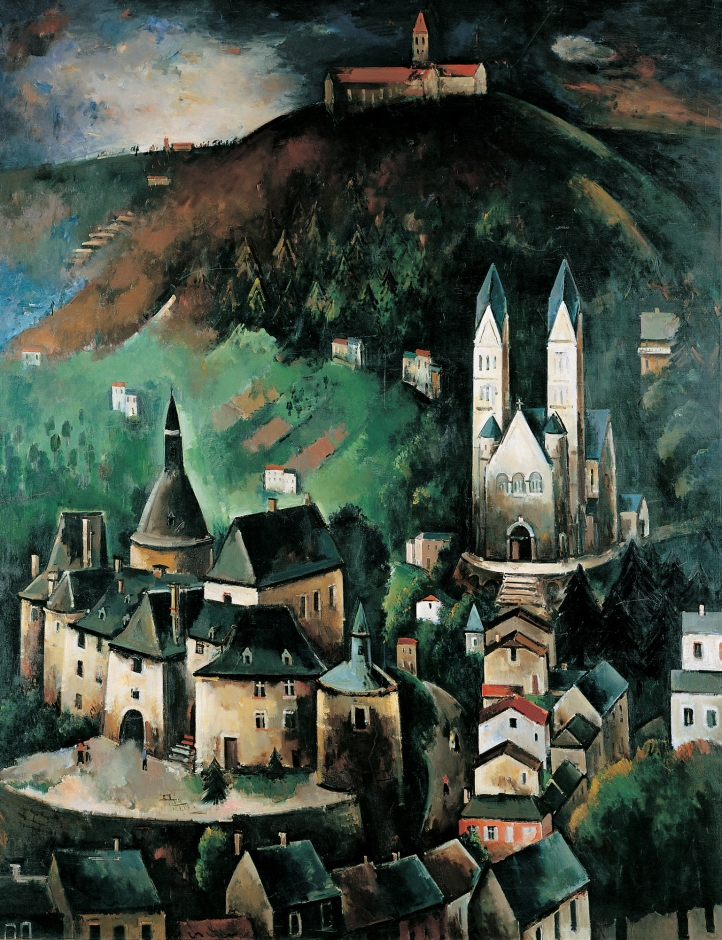
Clervaux (1937)
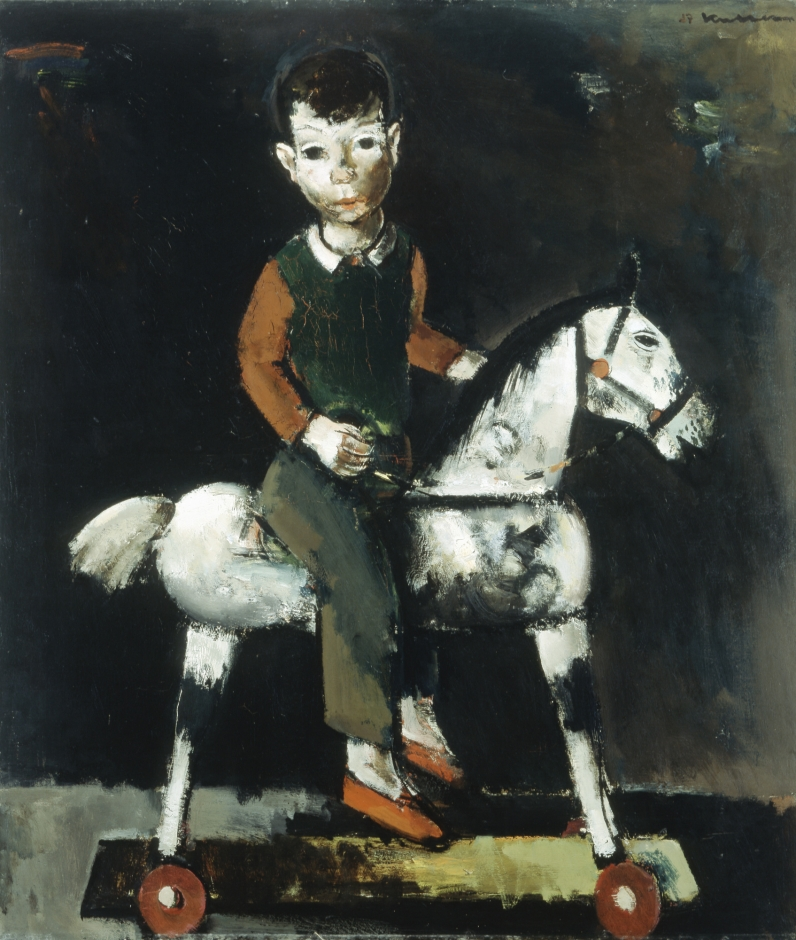
Fából faragott ló (1937)